# Gus Ledes
Luís Gustavo Ledes Evangelista dos Santos, plus connu comme Gus Ledes, né le 28 septembre 1992 à Braga (Portugal), est un footballeur portugais qui joue au poste de milieu relayeur à l'AEK Larnaca.

## Biographie

### Clubs
Luis Gustavo Ledes naît au Portugal mais peu de temps après il déménage à Brasilia (Brésil) avec sa famille. Il commence à jouer dans une école régentée par son père où il est repéré par le FC Barcelone à l'âge de 13 ans. Il décide de revenir en Europe pour rejoindre La Masia, le centre de formation du FC Barcelone.
Après avoir remporté divers titres avec les juniors A du Barça, il est promu en équipe filiale, le FC Barcelone B lors de la saison 2010-2011.
En juillet 2011, il est convoqué par Pep Guardiola pour participer à la pré-saison de l'équipe première.
Après deux saisons avec l'équipe réserve, son contrat n'est pas renouvelé et il signe avec le club portugais de Rio Ave.
En janvier 2016, il signe en faveur du club espagnol du Celta de Vigo, où il n'évolue qu'avec l'équipe réserve.
En septembre 2017, il s'engage avec le Reus Deportiu pour deux ans.

### Équipe nationale
Luís Gustavo Ledes joue avec les équipes de jeunes du Portugal (notamment espoirs, moins de 20 ans et moins de 19 ans).